# Spoorlijn Wuppertal-Langerfeld - Schwelm-Loh
De spoorlijn Wuppertal-Langerfeld - Schwelm-Loh was een Duitse spoorlijn en was als spoorlijn 2712 onder beheer van DB Netze.

## Geschiedenis
Het traject werd door de Preußische Staatseisenbahnen geopend in 1913 en is tot 1965 alleen in gebruik geweest voor goederenvervoer.

## Aansluitingen
In de volgende plaatsen was er een aansluiting op de volgende spoorlijnen:
Wuppertal - Langerfeld
DB 2701, spoorlijn tussen Wuppertal-Oberbarmen en Schwelm
DB 2702, spoorlijn tussen Wuppertal-Rauenthal en Wuppertal-Langerfeld
DB 2711, spoorlijn tussen Wuppertal-Langerfeld W514 en W568
Schwelm-Loh
DB 2423, spoorlijn tussen Düsseldorf-Derendorf en Dortmund Süd